# Méteren
 Méteren  (en neerlandés Meteren) es una población y comuna francesa, en la región de Norte-Paso de Calais, departamento de Norte, en el distrito de Dunkerque y cantón de Bailleul-Sud-Ouest.

## Demografía
| 1738 | 1655 | 1736 | 1979 | 2000 | 2114 |
| Para los censos de 1962 a 1999 la población legal corresponde a la población sin duplicidades (Fuente: INSEE [Consultar]) |      |      |      |      |      |